# Dead Man's Bones
Dead Man's Bones је група чији су оснивачи глумац Рајан Гозлинг и Зак Шилдс (енгл. Zach Shields). Свој први албум, Dead Man's Bones, назван према имену групе, објавили су 6. октобра 2009. у сарадњи са издавачком кућом ANTI-. На албуму наступа и дечји хор музичког конзерваторијума Силверлејк.

## Дискографија
| година издања | албум |
| ------------- | ----- |
| 2009          |       |

### 
| #   | назив | трајање |
| --- | ----- | ------- |
| 1.  |       | 0:50    |
| 2.  |       | 5:14    |
| 3.  |       | 3:57    |
| 4.  |       | 5:17    |
| 5.  |       | 4:32    |
| 6.  |       | 4:05    |
| 7.  |       | 3:51    |
| 8.  |       | 2:53    |
| 9.  |       | 4:35    |
| 10. |       | 3:26    |
| 11. |       | 3:00    |
| 12. |       | 2:39    |

## Чланови
- Рајан Гозлинг: вокал, клавир, гитара, бас гитара (2008 — ...)
- Зак Шилдс: вокал, удараљке, бубњеви, гитара (2008 — ...)